# Сергій Зоренко
Сергій Зоренко (нар. 27 липня 1984, Київ) — український кіноактор, один з найпопулярніших кіноакторів маленького росту в Україні.

## Кар'єра
Вперше у кіно Сергій Зоренко знявся у 2016 році у молодіжній кінокомедії «SelfieParty» режисера Любомира Левицького. Зоренко познайомимся з Любомиром Левицьким, коли знімався в масовці відеокліпу. Після цього він дуже мріяв попрацювати з ним знову. У стрічці Сергій зіграв роль родинного привида Бу, який вселився у тіло загиблого карлика. Далі актор продовжив співпрацю з Левицьким і знявся у кліпі румунського гурту «Transylvania Damn Fun» (2017 рік). 
У 2017 році глядачі побачили Сергія Зоренка у стрічці «DZIDZIO Контрабас» режисера Олега Борщевського, з Михайлом Хомою, Назарієм Гуком та Орестом Галицьким у головних ролях. Зоренко зіграв контрабандиста-авантюриста Карла.

## Фільмографія
- 2016: SelfieParty - Бу.[2]
- 2017: DZIDZIO Контрабас — контрабандист

### Кліпи
- 2017: «WTF», гурт Transylvania Damn Fun (Румунія)[1]